# 大原敏夫
大原 敏夫（おおはら としお、1918年1月7日 - 1939年）は、愛媛県出身のプロ野球選手（捕手）。

## 来歴・人物
愛媛県立越智中学校（現・愛媛県立今治南高等学校）在学時代は内野手だった。その後呉海軍工廠では捕手を務め、1937年に阪急軍に入団。
当時の阪急の捕手には倉本信護（ちなみに、彼とは呉海軍工廠でチームメイトだった）、島本義文がいて出場が難しいかと思われたが、デビュー戦となった1937年4月12日のイーグルス戦で、8番捕手として先発出場。2打数1安打1打点1盗塁と活躍し、2人の正捕手争いに割って入る事ができた。その後、倉本が名古屋軍へ移籍し、島本が持病の肩痛で出場機会が減少したことから、翌1938年に阪急の正捕手になった。打撃面ではそれほど良くなかったものの、前川八郎（巨人）からホームランを打つなど、意外性のある打者として活躍。結果的に最後の出場となった、1938年11月17日の巨人戦では、当時の巨人のエース・スタルヒンから3打数1安打の好成績を残している。
しかし、1938年秋季シーズン終了後、応召。翌1939年、中国大陸で戦死した（正確な没年日時・死没場所は不明）。数え22歳没。
東京ドーム敷地内にある、鎮魂の碑には彼の名が刻まれている。

## 詳細情報

### 年度別打撃成績
| 年 度     | 球 団     | 試 合 | 打 席 | 打 数 | 得 点 | 安 打 | 二 塁 打 | 三 塁 打 | 本 塁 打 | 塁 打 | 打 点 | 盗 塁 | 盗 塁 死 | 犠 打 | 犠 飛 | 四 球 | 敬 遠 | 死 球 | 三 振 | 併 殺 打 | 打 率 | 出 塁 率 | 長 打 率 | O P S |
| --------- | --------- | ----- | ----- | ----- | ----- | ----- | -------- | -------- | -------- | ----- | ----- | ----- | -------- | ----- | ----- | ----- | ----- | ----- | ----- | -------- | ----- | -------- | -------- | ----- |
| 1937春    | 阪急      | 9     | 21    | 15    | 2     | 2     | 0        | 0        | 0        | 2     | 2     | 1     | --       | 0     | --    | 5     | --    | 1     | 2     | --       | .133  | .381     | .133     | .514  |
| 1937秋    | 阪急      | 29    | 79    | 64    | 3     | 8     | 0        | 0        | 0        | 8     | 2     | 0     | --       | 3     | --    | 12    | --    | 0     | 12    | --       | .125  | .263     | .125     | .388  |
| 1938春    | 阪急      | 27    | 98    | 84    | 6     | 12    | 1        | 0        | 0        | 13    | 3     | 3     | --       | 5     | --    | 9     | --    | 0     | 13    | --       | .143  | .226     | .155     | .381  |
| 1938秋    | 阪急      | 36    | 129   | 113   | 9     | 29    | 1        | 2        | 1        | 37    | 12    | 1     | --       | 4     | --    | 12    | --    | 0     | 15    | --       | .257  | .328     | .327     | .655  |
| 通算：2年 | 通算：2年 | 101   | 327   | 276   | 20    | 51    | 2        | 2        | 1        | 60    | 19    | 5     | --       | 12    | --    | 38    | --    | 1     | 42    | --       | .185  | .286     | .217     | .503  |

### 記録
- 初出場：1937年4月12日、対イーグルス1回戦（洲崎球場）、8番捕手で先発出場[3]
- 初安打：同上、藤野文三郎から[3]
- 初本塁打：1938年9月5日、対巨人1回戦（後楽園球場）、2回表に前川八郎から右越ソロ[4]

### 背番号
- 12 （1937年 - 1938年）[5]